# Entylomataceae
Die Entylomataceae sind eine Familie der Brandpilze (Ustilaginomycotina) und wie alle Brandpilze Pflanzenparasiten. Sie sind die einzige Familie der Ordnung Entylomatales.

## Merkmale und Lebensweise
Die Vertreter der Entylomatales sind durch den Besitz von lokalen Interaktionszonen zu den Wirtspflanzen charakterisiert. Intrazelluläre Hyphen oder Haustorien werden nicht gebildet. Der Interaktionsapparat ist einfach, linsenförmig und besteht aus elektronendichtem, homogenem Material. Er befindet sich zwischen dem Plasmalemma des Pilzes und dessen Zellwand. Manchmal ist er auch durch eine sekundäre Wandschicht vom Plasmalemma getrennt. In der Kontaktzone der Hyphe mit dem Wirt entstehen zunächst mehrere interagierende Vesikel, die zunächst denen der Ustilaginomycetes ähneln. Sie verschmelzen zu einem großen Vesikel, das durch Exozytose elektronendichtes Material zwischen dem Plasmalemma und der Zellwand deponiert. Material des Interaktionsapparates wird durch die Zellwand des Wirts transferiert, was sich einer höheren Elektronendichte der Zellwand und der Ablagerung von elektronendichtem Material zwischen Wand und Plasmalemma des Wirts äußert.
Die Septalporen zwischen den Hyphenzellen sind einfach.
Die Sporen werden bei Entyloma innerhalb des Blattgewebes der Wirtspflanze gebildet ähnlich den Doassansiales, jedoch nicht in Sporenbällen. Die Teliosporen werden einzeln gebildet und sind hell. Sie bilden Holobasidien. Die anamorphen Stadien bilden Konidien an der Blattoberfläche des Wirtes und sind wahrscheinlich für die manchmal auftretenden Masseninfektionen verantwortlich. So kann Entyloma ficariae innerhalb weniger Wochen ganze Populationen des Scharbockskrauts (Ranunculus ficaria) befallen.
Als Wirte werden ausschließlich Dikotyle befallen, die Sporen entstehen hier nur an vegetativen Organen, vorwiegend den Blättern des Wirts.

## Systematik
Die Entylomatales gehören zu den Exobasidiomycetes. Sie bestehen nach Begerow et al. (2006) aus der Gattung Entyloma und einigen Anamorphen:
- Entylomatales
  - Entylomataceae
    - Entyloma
    - Tilletiopsis cremea (Anamorphe)
    - Tilletiopsis lilacina (Anamorphe)
    - Tilletiopsis washingtonensis (Anamorphe)

Einige Arten, die früher zu Entyloma gerechnet wurden, und die an Monokotylen parasitieren, wurden auf mehrere Gattungen in den Georgefischeriales aufgeteilt.

## Belege
- Robert Bauer, Franz Oberwinkler, Kálmán Vánky: Ultrastructural markers and systematics in smut fungi and allied taxa. Canadian Journal of Botany, Band 75, 1997, S. 1273–1314.
- Dominik Begerow, Matthias Stoll, Robert Bauer: A phylogenetic hypothesis of Ustilaginomycotina based on multiple gene analyses and morphological data. Mycologia, Band 98, 2006, S. 906–916. doi:10.3852/mycologia.98.6.906